# Hollerich (stacja kolejowa)
Hollerich – stacja kolejowa w mieście Luksemburg, w Luksemburgu. Znajdują się tu 2 perony.